# Eichhornia paniculata
Eichhornia paniculata är en vattenhyacintväxtart som först beskrevs av Spreng., och fick sitt nu gällande namn av Hermann Maximilian Carl Ludwig Friedrich zu Solms-Laubach. Eichhornia paniculata ingår i släktet vattenhyacinter, och familjen vattenhyacintväxter. Inga underarter finns listade.